# Papuamicrus globosus
Papuamicrus globosus (лат.) — вид жуков-стафилинид, единственный в составе рода Papuamicrus из подсемейства Scydmaeninae (Cephenniini, Staphylinidae). Папуа Новая Гвинея. Новый род относится к группе родов Cephennomicrus и характеризуется крайне «редуктивной морфологией» дорсума, отсутствием пронотальных ямок и ямок на надкрыльях, но наличием уникальной формы простернальных и мезовентральных отростков и крайне необычным для трибы Cephenniini строением эдеагуса с базальной линзовидной склеротизацией, расположенной в середине небольшой диафрагмы, смещенной к базальной поверхности срединной доли.